# Deutschland (пісня)
«Deutschland» (з нім. — «Німеччина») — пісня німецького індастріал-метал гурту Rammstein. Пісня була випущена 28 березня 2019 року в ролі ведучого синглу з майбутнього сьомого студійного альбому групи. Текст пісні був написаний учасниками групи. Продюсуванням крім групи займався Ольсен Інвольтіні. Це перший сингл групи за сім років після «Mein Herz brennt», що вийшов в 2012 році. У пісні та відео є алюзії на попередні роботи гурту, наприклад, Du hast, Ich will, Amerika, Keine Lust, Mein Teil, Rosenrot, Sonne, а також на живі виступи гурту.
26 березня 2019 року на офіційному каналі гурту на YouTube вийшов 35-секундний проморолик, в кінці якого з'являється дата 28 березня 2019 року і напис «Deutschland». Через два дні вийшов повноцінний музичний кліп, в якому представлені різні події з історії Німеччини, такі як війни римлян з германцями, Середньовіччя, Наполеонівські війни, Друга світова війна, Берлінська стіна, сучасність та майбутнє.

## Музичне відео
26 березня 2019 на офіційному каналі гурту Rammstein на YouTube вийшов 35-секундний проморолик. Цей ролик на Youtube подивилися більше мільйона разів. Учасники групи постають у ньому в смугастих робах в'язнів нацистських концтаборів, стоячи на ешафоті з петлями на шиї. На грудях у одного з них можна помітити жовту шестикутну зірку. В кінці ролика з'являється дата латинськими літерами — XXVIII.III.MMXIX — 28 березня 2019 року, і напис «Deutschland». Через два дні вийшов повноцінний музичний кліп. Режисером виступив відеохудожник Specter Berlin (нім.), який до цього знімав рекламу для відомих брендів.
На відео представлена інтерпретація драматичних, в основному страшних і жорстоких, подій з історії Німеччини. Епохи щільно переплітаються і змішуються в кліпі. У більшості сцен присутні учасники групи і червоні лазери, що можливо символізують об'єднуючу червону нитку. Дев'ятихвилинне відео наповнене відсиланнями і «пасхальними яйцями». Протягом усього кліпу присутня чорношкіра жінка, що уособлює Німеччину (її роль зіграла актриса Берлінського драматичного театру Рубі Коммі). Вона ж в обладунках і з мечем зображена і на обкладинці синглу. «Німеччина» показана як готова до битви сильна жінка у військовому вбранні, її супроводжують такі символи як гербовий орел, чорно-червоно-золоті кольори прапора і корона.
Кліп починається в 16 році н. е. — загін римлян йде по чащі і натикається на чорношкіру жінку «Німеччину», вона відрізає голову воїну поруч з багаттям. Римляни атакують. Ряд видань вважає, що дія відбувається після битви в Тевтобургському лісі, в якій римляни зазнали нищівної поразки. Однак це битва відбулася в 9 році, тоді як в 16 році була битва при Ідіставізо, в якій германці були розбиті. Далі ми бачимо астронавтів, які рухають труну з металу і скла, на задньому тлі показаний підводний човен U-boat, який брав участь в обох світових війнах. Потім нам показана середньовічна битва лицарів. Після глядач стає свідком боксерського матчу у Веймарській республіці, де учасники озброєні кастетами, «Німеччина» тут зображена в кабаре-костюмі дівчини-флеппера. Далі показаний вибухаючий дирижабль «Гінденбург», який зазнав аварії у 1937 році. В одній зі сцен східнонімецькі чиновники, в одному з яких можна пізнати Еріха Хонеккера на тлі бюстів Маркса та Леніна і символів НДР влаштовують оргію, відзначаючи вихід на орбіту першого німецького космонавта — Зиґмунда Ієна. Потім показані ченці, що йдуть з факелами , під їх ногами бігають щури. В іншій сцені ченці гротескно їдять з тіла «Німеччини», що лежить на столі  м'ясо і квашену капусту. Поруч бенкетують військові у формі часів Наполеонівських воєн. Потім монахи відправляють когось на багаття, а люди в нацистській формі у цей же вогонь кидають книги. Після чого нацисти обіймаються з монахами — можливо, це натяк на співпрацю церкви з гітлерівською владою або на глибокі корені нацизму в історії країни.
На початку сцени з повішенням в'язнів нацистського концтабору звучить злегка видозмінений рядок з «Пісні німців»: замість «Deutschland über alles» (з нім.  — «Німеччина понад усе»), яка після війни стала сприйматися як нацистський слоган, співається «Deutschland über allen» (з нім.  — «Німеччина понад всіма»). Всі в'язні одягнені в смугасті роби. На грудях у них символи їх «злочинів»: рожевий трикутник — для гомосексуалів, жовтий і жовто-червона шестиконечні зірки — для євреїв і євреїв-політв'язнів і червоний трикутник — для політв'язнів. На задньому фоні злітає ракета «Фау-2». В кінці кліпу в'язні звільняються і розстрілюють начальників табору. У сцені, в якій Ліндеманн, одягнений в жінку, разом з іншими учасниками групи бере «Німеччину» в заручники і відстрілюється від поліції — відсилання до епізоду, пов'язаному з діяльністю терористичної організації «Фракція Червоної армії» (РАФ), яка в 1960-1970 роки вела в Західній Німеччині «міську партизанську війну». Ймовірно, Ліндеманн грає роль однієї з засновниць організації Гудрун Енслін. Протести і вуличні сутички, показані ближче до кінця кліпу, — це травневі заворушення 1987 року (нім.), що сталися у берлінському районі Кройцберг. У кліпі показана також «Німеччина» в шкіряній куртці, золотих прикрасах і зпатронного стрічкою, що веде чотирьох німецьких вівчарок, що нагадує квадригу на вершині Бранденбурзьких воріт. Біломармурові фігури, показані в різних сценах, відсилають до залу слави Вальхалла в Баварії. Гроші, що падають зі стелі, ймовірно символізують гіперінфляцію 1920-х років.
Показ історичних подій обмежується пізніми 1980-ми роками, перед об'єднанням Німеччини. Після чого дія переноситься в майбутнє. Космонавти гладять живіт вагітної «Німеччини», яка одягнена так само, як жінки на портретах авторства Рогіра ван дер Вейдена, в кінцевому підсумку вона народжує собак породи леонбергер, які раніше перебували на межі повного зникнення. Так і майбутнє Німеччини, на думку Rammstein, може зникнути. В кінці кліпу «Німеччина» вмирає; на космічному кораблі скляну труну з її тілом проносять повз пам'ятки колишньої величі Німеччини, а потім скидають в космос, де вона летить на тлі Землі — це роздуми про майбутнє Німеччини. Кінцівка стає прозорою, якщо провести аналогію з відео на пісню Sonne, фортепіанна версія мелодії якій грає в цей час. У клипі Sonne гноми позбуваються жорстокої Білосніжки і поміщають її в скляну труну, при цьому оплакуючи її втрату. Так і Німеччина у кліпі Deutschland — це те, що ти не можеш любити, але без чого й жити не можеш.

### Реакція
Проморолик нового відеокліпу отримав дуже високі оцінки на Ютубі та багато позитивних відгуків, разом з цим викликав суспільну дискусію та неоднозначну оцінку з боку уповноваженого федерального уряду по боротьбі з антисемітизмом Фелікса Клейна і екс-голови Центральної ради євреїв у Німеччині Шарлотти Кноблох, які критикували гурт за «використання теми Голокосту». На думку Кляйна та Кноблоха, музиканти «перейшли «червону лінію» і «порушили кордон дозволеного». Єврейські організації розкритикували кліп через зображення нацистського концтабору. Директор Фонду баварських меморіалів Карл Фреллер запросив музикантів відвідати колишній концтабір «Дахау», прокоментувавши, що страждання людей, завдані під час голокосту, виключають використання цієї теми у рекламних і розважальних цілях. Представник МЗС Ізраїлю Еммануель Нахшон назвав його «ганебним і недоречним» і зажадав видалення відео. Низка німецьких ЗМІ прохолодно відгукнулися про нову роботу Rammstein. Інші ЗМІ дуже високо оцінили нову роботу гурту. Так, наприклад, журналіст авторитетної газети Freitag Ульріх-Вільгельм Хайден зазначив: «Мене вражає цей кліп, тому що він про чудову Німеччину, Німеччині, яку хочеться любити, але треба її іноді ненавидіти». Користувачі інтернету оцінили новий кліп групи цілком позитивно. Вони вважають, що у своєму відео музичний колектив ніяк не образив пам'ять в'язнів нацистських концтаборів, тому критика в його адресу несправедлива і відзначають, що гурт не пропагує нацизм, а навпаки критикує його і розповідає про те, що відбувалося за всю історію Німеччини.

## Видання
- Цифрове завантаження

1. «Deutschland» — 5:23
2. «Deutschland» (Richard Z. Kruspe Remix) — 5:46

## Історія релізу
| Країна | Дата            | Формат                       | Прим.         |
| ------ | --------------- | ---------------------------- | ------------- |
| Різні  | 28 березня 2019 | цифрова дистрибуція стримінг |               |
| Різні  | 12 квітня 2019  | сингл CD                     | [ 18 ] [ 19 ] |